# Neliopisthus pullatus
Neliopisthus pullatus är en stekelart som beskrevs av Henry Keith Townes, Jr. 1945. Neliopisthus pullatus ingår i släktet Neliopisthus och familjen brokparasitsteklar. Inga underarter finns listade i Catalogue of Life.